# Konwencja gdańsko-pruska z 1785 roku
Konwencja gdańsko-pruska z 1785 roku – układ podpisany 22 lutego 1785 roku między Królestwem Pruskim a miastem Gdańskiem, kończący kilkuletni otwarty konflikt między stronami.

## Geneza konfliktu
W wyniku I rozbioru Polska utraciła na rzecz Prus Pomorze Gdańskie, jednak bez samego miasta Gdańska. Główny polski port pozostał jednak odcięty od reszty kraju pasem nowych posiadłości pruskich. Prusacy chętnie zajęliby również i Gdańsk, jednak nie pozwalał im na to sprzeciw innych mocarstw (Rosji i Austrii, którym nie na rękę byłoby zbytnie wzmocnienie się Prus kosztem Polski, ale też Anglii i Holandii, które strzegły swych własnych interesów handlowych w Gdańsku). Podjęli zatem obok zabiegów dyplomatycznych na dworach europejskich także próby skłonienia samych Gdańszczan do „dobrowolnego” przejścia pod panowanie pruskie. Liczyli na to, iż liczne represje wobec miasta unaocznią Gdańszczanom bezsilność Polski, a zatem bezcelowość pozostawania pod polskim zwierzchnictwem, kusili możliwościami odzyskania silnej pozycji przez miasto w razie jego poddania się panowaniu pruskiemu. Działania pruskie odnosiły skutki przeciwne, mieszczanie gdańscy mimo licznych szykan woleli pozostać przy Polsce.
Sytuacja zaogniła się w pierwszej połowie lat 80. XVIII wieku. Na przełomie lat 1782 i 1783 Gdańszczanie zamknęli jedną z dróg przez swe terytorium i wprowadzili pewne obostrzenia wobec przewoźników zboża na rzece. Chodziło o zmuszenie poddanych pruskich do płacenia należnej opłaty tranzytowej, od czego dotąd często się uchylali, naruszając prawa handlowe Gdańska. W odpowiedzi Prusacy w sierpniu 1783 roku zablokowali żeglugę dla jednostek gdańskich, a 17 października 1783 r. wprowadzili blokadę miasta, trwającą do stycznia 1784 r.

## Podpisanie konwencji
Władze Gdańska w zaistniałej sytuacji zwróciły się o pomoc do króla polskiego oraz poprosiły o mediację w sporze Katarzynę II. Rozmowy, prowadzone m.in. w Warszawie, doprowadziły do podpisania konwencji między Prusami a Gdańskiem dnia 22 lutego 1785 roku.

## Postanowienia i znaczenie konwencji
Poddani pruscy otrzymali prawo tranzytu towarów przez terytorium gdańskie, pod warunkiem uiszczania opłat, z zastrzeżeniem, że mają być równe stawki dla Gdańszczan i Prusaków. Gdańszczanie uzyskali monopol na eksport morskich towarów polskich spławianych Wisłą. W teorii mogli umieścić w Nowym Porcie swego kontrolera, lecz nie mógł on kontrolować statków pruskich, a jedynie meldować o łamaniu tego punktu umowy w urzędzie celnym, magistracie czy u rezydenta pruskiego. Prawo importowania towarów zamorskich przyznano obu stronom. Wolny od opłat był tranzyt towarów dla armii oraz soli dla pruskiej Morskiej Kompanii Handlowej.
Konwencja ta oznaczała ograniczenia dla Gdańska w wielowiekowym już monopolu na pośrednictwo handlowe między kupcami zamorskimi a zapleczem.